# Camoapa 2da. Sección A Centro
Camoapa 2da. Sección A Centro är en ort i Mexiko.   Den ligger i kommunen Pichucalco och delstaten Chiapas, i den sydöstra delen av landet, 700 km öster om huvudstaden Mexico City. Camoapa 2da. Sección A Centro ligger 137 meter över havet och antalet invånare är 260.
Terrängen runt Camoapa 2da. Sección A Centro är platt åt nordväst, men åt sydost är den kuperad. Runt Camoapa 2da. Sección A Centro är det ganska glesbefolkat, med 43 invånare per kvadratkilometer. Närmaste större samhälle är Pichucalco, 11,0 km sydost om Camoapa 2da. Sección A Centro. Trakten runt Camoapa 2da. Sección A Centro består till största delen av jordbruksmark.